# Barbara-Rose Collins

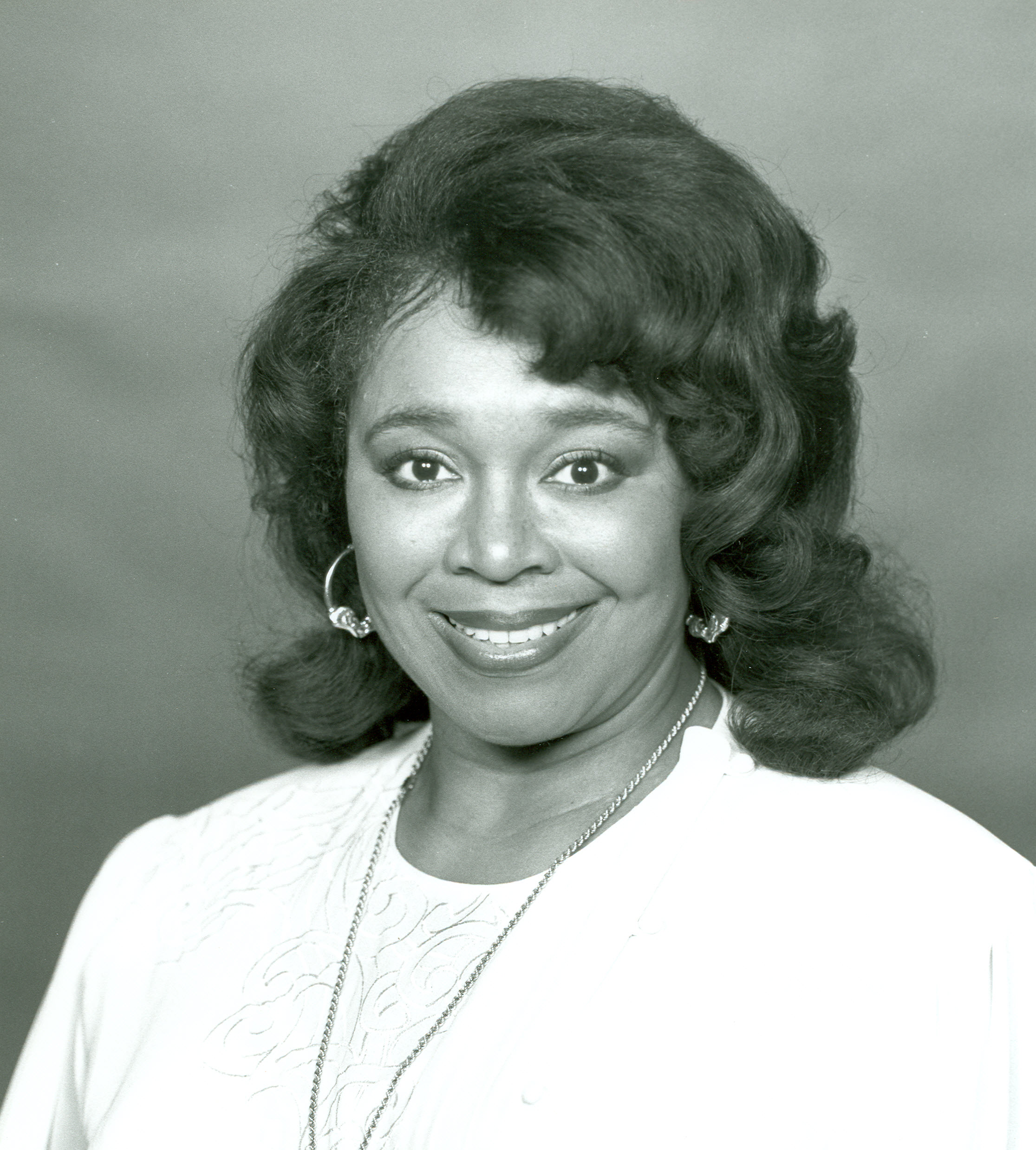
Barbara-Rose Collins

Barbara-Rose Collins (* 13. April 1939 in Detroit, Michigan; † 4. November 2021 ebenda) war eine US-amerikanische Politikerin (Demokraten). Zwischen 1991 und 1997 vertrat sie den Bundesstaat Michigan im US-Repräsentantenhaus.

## Werdegang
Barbara Collins besuchte die öffentlichen Schulen ihrer Heimat und danach die Wayne State University. Später begann sie als Mitglied der Demokratischen Partei eine politische Laufbahn. Zwischen 1971 und 1973 war sie Mitglied im ersten Schulausschuss der Region von Detroit. Von 1975 bis 1981 saß sie als Abgeordnete im Repräsentantenhaus von Michigan; zwischen 1982 und 1991 gehörte sie dem Stadtrat von Detroit an.
Im Jahr 1988 kandidierte Collins noch erfolglos für den Kongress. Bei den Kongresswahlen des Jahres 1990 wurde sie dann aber im 13. Wahlbezirk von Michigan in das US-Repräsentantenhaus in Washington, D.C. gewählt, wo sie am 3. Januar 1991 die Nachfolge von George W. Crockett antrat. Nach zwei Wiederwahlen konnte sie bis zum 3. Januar 1997 drei Legislaturperioden im Kongress absolvieren. Dabei vertrat sie ab 1993 als Nachfolgerin von William D. Ford den 15. Distrikt; die Wahlbezirke wurden in diesem Jahr getauscht. Im Jahr 1996 wurde Barbara Collins von ihrer Partei nicht zur Wiederwahl nominiert.
Ab 2002 war sie erneut Mitglied des Stadtrates von Detroit.
Am 4. November 2021 starb Barbara-Rose Collins in einem Krankenhaus in Detroit an den Folgen von COVID-19.